# Seznam uherských šlechtických rodů

Znak Uherského království

Toto je seznam šlechtických rodů v Uherském království.

## Vévodské a knížecí rody
| Jméno                      | Rodový erb | Rok udělení uherského titulu            | Naturalizace v Uhersku                                                         | Poznámky | Reference   |
| -------------------------- | ---------- | --------------------------------------- | ------------------------------------------------------------------------------ | --- | ----------- |
| Auerspergové               |            |                                         | Odstavec 118 z roku 1655                                                       | Říšští baroni od roku 1573, říšská hrabata od roku 1630, respektive 1673, říšská knížata od roku 1653, resp. 1791. Jedna z linií rodu i nadále užívala hraběcího titulu. Výnos VIII z roku 1886 potvrdil potomkům hraběte Jana Weikharda z Auerspergu dědičné členství v Horní komoře Uherského sněmu.                                                                          | [ 1 ]       |
| Batthyány-Strattmannové    |            |                                         |                                                                                | Jedna z linií rodu Batthyányů. Česká knížata od roku 1763, říšská knížata od roku 1764. Jméno Batthyány-Strattman bylo uděleno Karlu Josefu Batthyányovi roku 1755. Poté, co tato linie vymřela, přešly v roce 1915 knížecí titul a jméno na Ladislav Batthyány. Dědičné členství Batthyány-Strattmannů v Horní komoře Uherského sněmu bylo potvrzeno Výnosem VIII z roku 1886. | [ 1 ]       |
| Celjští (†)                |            |                                         |                                                                                | Říšská hrabata od roku 1341, resp. 1372, říšská knížata od roku 1436 (potvrzeno roku 1443). Heřman II. hrabě z Celje obdržel panství ve Slavonsku roku 1397 a používal titul hrabě ze Zagorje. Rod vyhasl v roce 1456. | [ 2 ] [ 3 ] |
| Coburg-Koháryové           |            |                                         | Odstavec 71 z roku 1790/91, odstavec 41 z roku 1827                            | Jedna z linií sasko-kobursko-gothajsko dynastie (z původní dynastie Wettinů). Poslední portugalští králové a bulharští carové pocházeli z tohoto rodu. Dnešní členové rodu se nazývají Sachsen-Coburg und Gotha. Výnos VIII z roku 1886 potvrdil knížeti Ferdinandovi Sasko-Kobursko-Gothajskému dědičné členství v Horní komoře Uherského sněmu.                               | [ 4 ]       |
| Korvínové / Corvinus (†)   |            | 1479 (vévodové liptovští)               |                                                                                | Nelegitimní větev královského rodu Hunyadiů. Hrabata od roku 1479, vévodové opavští. Rod vyhasl v roce 1505. | [ 2 ]       |
| Czartoryští                |            |                                         | Odstavec 6 z roku 1805.                                                        | Říšská knížata od roku 1433 (potvrzeno roku 1442, 1569 a 1785). Výnos VIII z roku 1886 potvrdil potomkům knížete Adama Czartoryského dědičné členství v Horní komoře Zemského sněmu Uherského království. | [ 1 ] [ 5 ] |
| Erba-Odescalchi            |            | 1910 (svolení užívat italského titulu)  | 1831                                                                           | Vévodové z Monteleone (italská šlechta) od roku 1906. | [ 1 ]       |
| Esterházyové               |            |                                         |                                                                                | Uherští baroni od roku 1613, uherská hrabata od roku 1620, říšská knížata od roku 1687. Další dvě linie rodu i nadále užívaly hraběcí titul. Dědičné členství Esterházyů v Horní komoře Uherského sněmu bylo potvrzeno Výnosem VIII z roku 1886. | [ 1 ]       |
| Festeticsové               |            | 1910 (primogenitura)                    |                                                                                | Uherská hrabata od roku 1766, 1772 a 1874, říšská hrabata od roku 1857. Další tři rodové linie i nadále užívaly hraběcí titul. Dědičné členství Festeticsů v Horní komoře Uherského sněmu bylo potvrzeno Výnosem VIII z roku 1886. | [ 1 ]       |
| Hercegovićové              |            |                                         |                                                                                | Svatosávští vévodové od roku 1448 (okolnosti nabytí titulu nejsou známy). Vladislav Hercegović obdržel dvě pevnosti v Križevském hrabství ve Slavonsku roku 1467. Dubrovnická republika vyplácela stipendium jeho potomkům kteří žili v Sedmihradském knížectví až do počátku 17. století.                                                                                      | [ 6 ]       |
| Khevenhüller-Metschové     |            |                                         | Odstavec 73 z roku 1638, odstavec 100 z roku 1649 a odstavec 44 z roku 1764/65 | Říšští baroni od roku 1566, rakouská hrabata od roku 1673, říšská hrabata od roku 1725, česká a říšská knížata od roku 1763 (primogenitura). Výnos VIII z roku 1886 potvrdil potomkům knížete Jana Josefa z Khevenhüller-Metsche dědičné členství v Horní komoře Uherského sněmu.                                                                                               | [ 7 ]       |
| Kinští                     |            |                                         | Odstavec 37 z roku 1687, odstavec 124 z roku 1723 a odstavec 68 z roku 1741    | Říšská hrabata od roku 1628 (potvrzeno roku 1676 a 1687), česká knížata (primogenitura) od roku 1746, říšská knížata od roku 1747. Výnos VIII z roku 1886 potvrdil potomkům hraběte Filipa Josefa Kinského dědičné členství v Horní komoře Uherského sněmu. | [ 7 ]       |
| Koriatovyčové              |            |                                         |                                                                                | Kníže Fjodor Koriatovyč obdržel panství Munkács (dnešní Mukačevo na Ukrajině). Jeho rod vymřel v roce 1414. | [ 2 ]       |
| Lichtenštejnové            |            |                                         | Odstavec 27 z roku 1608, odstavec 27 z roku 1687 a odstavec 129 z roku 1715    | Říšská knížata od roku 1608. Výnos VIII z roku 1886 potvrdil potomkům knížat Karla, Maxmiliána, Jana Adama, Maxmiliána, Antonína Filipa, Hartmana, Antonína Floriána, Jana, Hartman, Jana Václava, Emanuela a Jana Antonín z Lichtenštejna dědičné členství v Horní komoře Uherského sněmu.                                                                                     | [ 7 ]       |
| Lobkovicové (Lobkowiczové) |            |                                         | Odstavec 131 z roku 1659                                                       | Říšští baroni od roku 1459, říšská knížata od roku 1624. Výnos VIII z roku 1886 potvrdil potomkům knížete Václava Eusebia z Lobkovic dědičné členství v Horní komoře Uherského sněmu. | [ 7 ]       |
| Lónyayové (†)              |            | 1917                                    |                                                                                | Uherští baroni od roku 1627, uherská hrabata od roku 1871, 1896 a 1910. Elemér Lónyay, jenž byl roku 1917 odměněn knížecím titulem, zemřel bezdětný v roce 1946. Další tři rodové linie i nadále užívaly hraběcí titul. Rod měl další dvě linie bez šlechtického titulu. Dědičné členství Lónyayů v Horní komoře Uherského sněmu bylo potvrzeno Výnosem VIII z roku 1886.       | [ 7 ]       |
| Metternichové              |            |                                         | Odstavec 38 z roku 1827                                                        | Říšští baroni od roku 1635, říšská hrabata od roku 1679, říšská knížata (primogenitura) od roku 1803. Baroni v Rakousku od roku 1813. Výnos VIII z roku 1886 potvrdil potomkům knížete Klemense Václava z Metternichu dědičné členství v Horní komoře Uherského sněmu. | [ 7 ]       |
| Odescalchi                 |            | 1697 (rozšíření říšského titulu)        | Odstavec 40 z roku 1751                                                        | Říšská knížata od roku 1689 (potvrzeno roku 1698). Rodové jméno a knížecí titul Livia Odescalchiho byl poskytnut jeho synovci, markýzovi Balthasaru Erbovi. Výnos VIII z roku 1886 potvrdil potomkům knížete Livia Odescalchiho dědičné členství v Horní komoře Uherského sněmu.                                                                                                | [ 7 ]       |
| Paarové                    |            |                                         | Odstavec 119 z roku 1655                                                       | Říšští baroni od roku 1623, říšská hrabata od roku 1652 (potvrzeno v Čechách od roku 1654), říšská knížata (primogenitura) od roku 1769. Výnos VIII z roku 1886 potvrdil potomkům hraběte Františka Paara dědičné členství v Horní komoře Uherského sněmu. | [ 4 ]       |
| Pálffyové z Erdödu (†)     |            |                                         |                                                                                | Baroni od roku 1581, říšská hrabata od roku 1599, uherská hrabata od roku 1634, rakouští kníže (primogenitura) od roku 1807. Dědičné členství Festeticsů v Horní komoře Uherského sněmu bylo potvrzeno Výnosem VIII z roku 1886. Poslední člen rodu s knížecím titulem, Ladislav Pálffy, zemřel v roce 1947.                                                                    | [ 4 ]       |
| Pálffy-Daunové (†)         |            | 1879 (rozšíření rakouského titulu)      |                                                                                | Rakouská hrabata od roku 1853, knížata z Teana od roku 1876. Poslední člen rodu s knížecím titulem, Josef Pálffy-Daun, zemřel v roce 1963. | [ 4 ]       |
| Perényiové                 |            |                                         |                                                                                | Říšský kníže ("kníže ze Siklóse") od roku 1517 (potvrzeno roku 1541). Rod nikdy veřejně neužíval knížecího titulu. | [ 2 ]       |
| Schwarzenbergové           |            |                                         | Odstavec 131 z roku 1659                                                       | Říšští baroni od roku 1492, říšská hrabata od roku 1599, říšská knížata (primogenitura) od roku 1670, říšská knížata (všichni potomci knížete Josefa ze Schwarzenbergu) Výnos VIII z roku 1886 potvrdil potomkům hraběte Jana Schwarzenberga dědičné členství v Horní komoře Uherského sněmu.                                                                                   | [ 4 ]       |
| Thurn-Taxisové             |            | 1885 (uznání knížecího titulu v Uhrách) | Odstavec 51 z roku 1840                                                        | Baroni od roku 1608, říšská hrabata od roku 1624, od roku 1681 hrabata ve Španělsku a Nizozemí, říšská knížata od roku 1695. Výnos VIII z roku 1886 potvrdil potomkům knížete Egona z Thurn-Taxisu dědičné členství v Horní komoře Uherského sněmu. | [ 8 ]       |
| Trauttmansdorffové         |            |                                         | Odstavec 66 z roku 1625, odstavec 133 z roku 1715                              | Baroni v Rakousku od roku 1598, říšská hrabata od roku 1623, česká a říšská knížata od roku 1805 (primogenitura). Výnos VIII z roku 1886 potvrdil potomkům hraběte Maxmiliána z Trauttmansdorffu dědičné členství v Horní komoře Uherského sněmu. | [ 8 ]       |
| Újlakiové / Iločtí (†)     |            | 1472                                    |                                                                                | Původně starý chorvatský rod Orehovických (maďarsky Raholcai). V roce 1364 jim král Ludvík I. z Anjou daroval ilocké panství Vavřinec Ilocký / Újlaki byl knížetem po otci, Mikuláš V. byl titulárním králem Bosny. Rod vyhasl v roce 1524. | [ 2 ]       |
| Windischgrätzové           |            |                                         | Odstavec 119 z roku 1655, odstavec 40 z roku 1751                              | Říšští baroni od roku 1551, říšská hrabata od roku 1658, říšská knížata od roku 1804 (primogenitura), 1822. Výnos VIII z roku 1886 potvrdil potomkům hraběte Františka Josefa z Windischgrätze a baronů Adama a Gottlieba Windischgrätzových dědičné členství v Horní komoře Uherského sněmu.                                                                                   | [ 8 ]       |

## Markýzové
| Jméno                | Rodový erb | Rok udělení uherského titulu | Naturalizace v Uhersku | Poznámky | Reference |
| -------------------- | ---------- | ---------------------------- | ---------------------- | --- | --------- |
| Csáky-Pallaviciniové |            | 1876                         |                        | Hrabata Zikmund a Děpolt Csákyové v roce 1876 dostali královské svolení přijmout jméno a titul svého adoptivního otce, markýze Rogera Pallaviciniho. | [ 1 ]     |
| Pallaviciniové       |            |                              |                        | |           |

## Hrabata

### Abensberg-Traunové - Buttlerové
| Jméno                               | Rodový erb | Rok udělení uherského titulu | Naturalizace v Uhersku                             | Poznámky | Reference    |
| ----------------------------------- | ---------- | ---------------------------- | -------------------------------------------------- | --- | ------------ |
| Abensberg-Traunové                  |            |                              | Odstavec 155 z roku 1647                           | Říšská hrabata od roku 1653. Výnos VIII z roku 1886 potvrdil potomkům barona Arnošta Trauna dědičné členství v Horní komoře Uherského sněmu. | [ 1 ]        |
| Aichelburgové                       |            |                              | Odstavec 51 z roku 1840                            | Říšští a rakouští baroni od roku 1627, říšská hrabata od roku 1787. | [ 1 ]        |
| Almásyové                           |            | 1771, 1815 a 1910            |                                                    | Almásyů Dědičné členství v Horní komoře Uherského sněmu bylo potvrzeno Výnosem VIII z roku 1886. | [ 1 ]        |
| Althannové                          |            |                              | Odstavec 35 z roku 1578                            | Baroni v Rakousku od roku 1574, uherští baroni od roku 1578, říšská hrabata od roku 1608. Výnos VIII z roku 1886 potvrdil potomkům baronů Kryštofa, Eustachia, Wolfganga a Viléma z Althannu dědičné členství v Horní komoře Uherského sněmu.                                                                               | [ 1 ]        |
| Ambrózyové                          |            | 1913                         |                                                    | Uherští baroni od roku 1838, 1845. Dědičné členství Ambrózyů v Horní komoře Uherského sněmu bylo potvrzeno Výnosem VIII z roku 1886. Hraběti Štěpánu Ambrózyovi bylo v roce 1918 umožněno přijmout jméno Ambrózy-Migazzi.                                                                                                   | [ 1 ]        |
| Andrássyové                         |            | 1766, 1779                   |                                                    | Uherští baroni od roku 1676. Dědičné členství Andrássyů v Horní komoře Uherského sněmu bylo potvrzeno Výnosem VIII z roku 1886. | [ 1 ]        |
| Aporové (†)                         |            | 1696                         |                                                    | Uherští baroni od roku 1693 a 1712. Vyhaslá větev rodu Aporů. | [ 1 ]        |
| Apponyiové (též Aponiové, Oponičtí) |            | 1739, 1808                   |                                                    | Uherští baroni od roku 1606, resp. 1624 a 1718. Rodová linie s původem od Josefa, Ludvík (Lajos), Rudolf a Leopold (Lipót) Apponyi, kteří byli roku 1808 odměněni hraběcím titulem, vyhasl, ale druhá linie pokračovala. Dědičné členství Apponyiů v Horní komoře Uherského sněmu bylo potvrzeno Výnosem VIII z roku 1886.  | [ 1 ]        |
| Auerspergové                        |            |                              | Odstavec 102 z roku 1649, odstavec 34 z roku 1802. | Říšští baroni od roku 1573, říšská hrabata od roku 1630, 1673. Jedna z linií rodu získala v letech 1653 a 1791 titul říšských knížat. Výnos VIII z roku 1886 potvrdil potomkům hrabat Herbarta, Kajetána a Mikuláše z Auerspergu dědičné členství v Horní komoře Uherského sněmu.                                           | [ 1 ]        |
| Balassaové (†)                      |            | 1653, 1664                   |                                                    | | [ 9 ]        |
| Bánffyové (z Alsólendvy) (†)        |            | 1622                         |                                                    | | [ 9 ]        |
| Bánffyové (z Losonce) (†)           |            | 1696 a 1880                  |                                                    | Rod pocházel od starobylého rodu Tomajů. Uherští baroni od roku 1674, rakouská hrabata od roku 1855. Dědičné členství Bánffyů v Horní komoře Uherského sněmu bylo potvrzeno Výnosem VIII z roku 1886. Dvě rodové linie, které užívaly hraběcí titul, vymřely v roce 1858 a 1950, ale linie s baronským titulem pokračovaly. | [ 1 ] [ 10 ] |
| Barkóczyové (†)                     |            | 1687                         |                                                    | Uherští baroni od roku 1631 a 1722. Rodová linie, která užívala hraběcí titul, vyhasla v roce 1872, ale potomek rodu po přeslici, hrabě Endre Hadik adoptoval jméno Hadik-Barkóczy roku 1887. Linie rodu, která nese baronský titul pokračovala.                                                                            | [ 9 ] [ 1 ]  |
| Beckersové                          |            |                              | Odstavec 33 z roku 1802                            | Baroni ve Falckém kurfiřtství od roku 1742, říšští a bavorská hrabata od roku 1790. Výnos VIII z roku 1886 potvrdil potomkům hraběte Josef Beckers dědičné členství v Horní komoře Uherského sněmu | [ 1 ]        |
| Béldiové                            |            | 1770                         |                                                    | Dědičné členství Béldiů v Horní komoře Uherského sněmu bylo potvrzeno Výnosem VIII z roku 1886. | [ 1 ]        |
| Bellegardové                        |            |                              | Odstavec 15 z roku 1830                            | Savojská hrabata od roku 1682, česká hrabata od roku 1741. Výnos VIII z roku 1886 potvrdil potomkům hraběte Jindřicha z Bellegarde dědičné členství v Horní komoře Uherského sněmu. | [ 1 ]        |
| Beňovští (Benyovszky)               |            | 1778, 1791                   |                                                    | Mořic a Rudolf Beňovští (z rodové linie bez titulu) směli od roku 1902 užívat titul svého adoptivního otce, hraběte Sándora Beňovského, jenž byl posledním členem hraběcí linie. Dědičné členství Beňovských v Horní komoře Uherského sněmu bylo potvrzeno Výnosem VIII z roku 1886.                                        | [ 1 ]        |
| Berchtoldové z Uherčic              |            |                              | Odstavec 40 z roku 1751                            | Rakouští, říšští a čeští baroni od roku 1633, říšská hrabata od roku 1673. Výnos VIII z roku 1886 potvrdil potomkům hrabat Antonína, Františka a Josefa Berchtoldových dědičné členství v Horní komoře Uherského sněmu. | [ 1 ]        |
| Bercsényiové                        |            | 1689                         |                                                    | Uherští baroni od roku 1639. | [ 9 ]        |
| Berényiové (†)                      |            | 1700, 1720                   |                                                    | Uherští baroni od roku 1655. Dědičné členství Berényiů v Horní komoře Uherského sněmu bylo potvrzeno Výnosem VIII z roku 1886. Poslední člen rodu, hrabě János Berényi, zemřel po roce 1945. | [ 1 ]        |
| Bethlenové (z Iktáru)               |            | 1623                         |                                                    | Rod pocházel od starobylého rodu Becsegergelyů. (Jejich spřízněnost s rodem Bethlenů z Bethlenu nelze prokázat.) | [ 9 ] [ 10 ] |
| Bethlenové (z Bethlenu)             |            | 1696, 1697                   |                                                    | Dědičné členství Bethlenů v Horní komoře Uherského sněmu bylo potvrzeno Výnosem VIII z roku 1886. (Jejich spřízněnost s rodem Bethlenů z Iktáru nelze prokázat.) | [ 1 ]        |
| Bissingen-Nippenburgové             |            |                              | Odstavec 50 z roku 1827                            | Říšští baroni od roku 1647, říšská hrabata od roku 1746. Výnos VIII z roku 1886 potvrdil potomkům hraběte Ferdinanda z Bissingen-Nippenburgu dědičné členství v Horní komoře Uherského sněmu. | [ 1 ]        |
| Blanckensteinové                    |            |                              | Odstavec 21 z roku 1792                            | Rakouská hrabata od roku 1796. Výnos VIII z roku 1886 potvrdil potomkům Arnošta, Jindřicha a Arnošta Blanckensteinových dědičné členství v Horní komoře Uherského sněmu. | [ 1 ]        |
| Bolzové                             |            |                              | Odstavec 21 z roku 1792                            | Baroni od roku 1790, hrabata od roku 1808. Výnos VIII z roku 1886 potvrdil dědičné členství barona Petra Bolzy v Horní komoře Uherského sněmu. | [ 1 ]        |
| Bombellesové                        |            | 1880                         |                                                    | Výnos VIII z roku 1886 potvrdil potomkům hrabat Marka Jindřich a Karla Alberta Bombellesových dědičné členství v Horní komoře Uherského sněmu. | [ 1 ]        |
| Brankovicsové                       |            | 1688                         |                                                    | Baroni od roku 1683. | [ 9 ] [ 1 ]  |
| Breunner-Enkewoirthové              |            |                              | Odstavec 28 z roku 1687, odstavec 134 z roku 1715. | Baroni od roku 1550, hrabata od roku 1693. Výnos VIII z roku 1886 potvrdil potomkům hraběte Maxmiliána Ludvíka Breunnera dědičné členství v Horní komoře Uherského sněmu. | [ 1 ]        |
| Buriánové                           |            | 1918                         |                                                    | Uherští baroni od roku 1900. | [ 1 ]        |
| Buttlerové                          |            |                              | Odstavec 134 z roku 1715.                          | Hrabata od roku 1681. Výnos VIII z roku 1886 potvrdil potomkům hraběte Jana Ludvíka Buttlera dědičné členství v Horní komoře Uherského sněmu. | [ 1 ]        |

### Cavrianiové - Esterházyové
| Jméno                   | Rodový erb | Rok udělení uherského titulu                                      | Naturalizace v Uhersku     | Poznámky | Reference   |
| ----------------------- | ---------- | ----------------------------------------------------------------- | -------------------------- | --- | ----------- |
| Cavrianiové             |            |                                                                   | Odstavec 131 z roku 1659   | Baroni od roku 1359 a 1452, říšská hrabata od roku 1636. Výnos VIII z roku 1886 potvrdil potomkům hraběte Bedřicha Cavrianiho dědičné členství v Horní komoře Uherského sněmu.                                                                                   | [ 1 ]       |
| Cebriánové              |            |                                                                   | Odstavec 42 z roku 1827    | Výnos VIII z roku 1886 potvrdil potomkům hraběte Antonína Cebriána dědičné členství v Horní komoře Uherského sněmu. | [ 1 ]       |
| Crouy-Chanel            |            | 1908 (hrabě Endre Crouy-Chanel směl užívat svého titulu v Uhrách) |                            | | [ 1 ]       |
| Csákyové                |            | 1560, 1638, 1655 (potvrzeno roku 1778)                            |                            | Dědičné členství Csákyů v Horní komoře Uherského sněmu bylo potvrzeno Výnosem VIII z roku 1886. | [ 1 ]       |
| Csekonicsové            |            | 1864 (potvrzeno roku 1874)                                        |                            | Dědičné členství Csekonicsů v Horní komoře Uherského sněmu bylo potvrzeno Výnosem VIII z roku 1886. | [ 1 ]       |
| Csesznekyové            |            | 14. století                                                       |                            | Uherská hrabata od 14. století |             |
| Czirákyové              |            | 1723                                                              |                            | Uherští baroni od roku 1620. Dědičné členství Czirákyů v Horní komoře Uherského sněmu bylo potvrzeno Výnosem VIII z roku 1886. | [ 1 ]       |
| Czoborové               |            | 1652                                                              |                            | Uherští baroni od roku 1588. | [ 9 ]       |
| Degenfeld-Schonburgové  |            | 1810                                                              |                            | Říšští baroni od roku 1625, říšská hrabata od roku 1716. Výnos VIII z roku 1886 potvrdil potomkům hraběte Maxmiliána Degenfeld-Schonburga dědičné členství v Horní komoře Uherského sněmu.                                                                       | [ 1 ]       |
| Dessewffyové            |            | 1754, 1775                                                        |                            | Uherští baroni od roku 1666, resp. 1756 a 1763. Dědičné členství Dessewffyů v Horní komoře Uherského sněmu bylo potvrzeno Výnosem VIII z roku 1886. | [ 1 ]       |
| Dezassové               |            | 1812                                                              | Odstavec 34 z roku 1802    | Dědičné členství Dezassů v Horní komoře Uherského sněmu bylo potvrzeno Výnosem VIII z roku 1886. | [ 1 ]       |
| Dőryové (†)             |            | 1766                                                              |                            | Uherští baroni od roku 1741, resp. 1759, 1816, rakouští baroni od roku 1854. Rodová linie, která užívala hraběcí titul vyhasl, ale větev s baronským titulem pokračuje.                                                                                          | [ 1 ]       |
| Draškovićové            |            | 1635                                                              |                            | Uherští baroni od roku 1567, říšská hrabata od roku 1631. Dědičné členství Draškovićů v Horní komoře Uherského sněmu bylo potvrzeno Výnosem VIII z roku 1886. | [ 9 ] [ 1 ] |
| Drugethové (†)          |            | 1622                                                              |                            | | [ 9 ]       |
| Edelsheim-Gyulaiové (†) |            | 1906                                                              |                            | Uherští baroni od roku 1882. Bezdětný hrabě Leopold Gyulai adoptoval v roce 1866 svého synovce, barona Leopolda z Edelsheimu. Dědičné členství Edelsheim-Gyulaiů v Horní komoře Uherského sněmu bylo potvrzeno Výnosem VIII z roku 1886. Rod vymřel v roce 1981. | [ 1 ]       |
| Eltzové                 |            |                                                                   | Odstavec 47 z roku 1764/65 | Říšská hrabata od roku 1733. Výnos VIII z roku 1886 potvrdil potomkům hraběte Anselma Kazimíra Eltz-Kempenicha dědičné členství v Horní komoře Uherského sněmu.                                                                                                  | [ 1 ]       |
| Erdődyové               |            | 1565 (potvrzeno roku 1580)                                        |                            | Erdődyů Dědičné členství v Horní komoře Uherského sněmu bylo potvrzeno Výnosem VIII z roku 1886. | [ 9 ] [ 1 ] |
| Esterházyové            |            | 1626, 1683, 1715                                                  |                            | Jedna z linií rodu užívala knížecího titulu. Dědičné členství Esterházyů v Horní komoře Uherského sněmu bylo potvrzeno Výnosem VIII z roku 1886. | [ 9 ] [ 1 ] |

### Feketeové - Jankovich-Bésánové
| Jméno                          | Rodový erb | Rok udělení uherského titulu | Naturalizace v Uhersku     | Poznámky | Reference    |
| ------------------------------ | ---------- | ---------------------------- | -------------------------- | --- | ------------ |
| Feketeové                      |            | 1758                         |                            | Baroni v Rakousku od roku 1859. | [ 1 ]        |
| Festeticsové (Feštetićové)     |            | 1766, 1772 a 1874            |                            | Uherská hrabata od roku 1766, 1772 a 1874, říšská hrabata od roku 1857. Hlava linie rodu užívala knížecího titulu. Dědičné členství Festeticsů v Horní komoře Uherského sněmu bylo potvrzeno Výnosem VIII z roku 1886. | [ 1 ]        |
| Folliot de Creneville          |            |                              | Odstavec 44 z roku 1827    | Výnos VIII z roku 1886 potvrdil potomkům hraběte Ludvíka Karla Folliota z Crenneville dědičné členství v Horní komoře Uherského sněmu. | [ 1 ]        |
| Forgáčové (Forgách)            |            | 1640, 1647, 1655 a 1676      |                            | Rod pocházel od starobylého rodu Hont-Pázmányů. Uherští baroni od roku 1560. Dědičné členství Forgáčů v Horní komoře Uherského sněmu bylo potvrzeno Výnosem VIII z roku 1886. | [ 1 ] [ 11 ] |
| Gudenusové                     |            |                              | 1703                       | Říšští baroni od roku 1696 (potvrzeno roku 1730), rakouská hrabata od roku 1907. | [ 1 ]        |
| Grasalkovičové (Grassalkovich) |            | 1584                         |                            | V roce 1584 povýšil Rudolf II. rod do šlechtického stavu s erbem. Hrabata a říšská knížata (titul se dědil pouze v mužské primogenituře) |              |
| Győryové (†)                   |            | 1785                         |                            | Rod vymřel v roce 1882. | [ 1 ]        |
| Gyulaiové                      |            | 1701                         |                            | Uherští baroni od roku 1694. Titul hraběte Sámuela Gyulaie přešel na jeho adoptivního syna, Adolfa Gyulai-Javorzika, který zemřel v roce 1939. | [ 1 ]        |
| Gyürkyové                      |            | 1867 (potvrzeno roku 1874)   |                            | Poslední člen rodu, hrabě Aladár Gyürky, zemřel v roce 1979. | [ 1 ]        |
| Hadikové                       |            | 1763                         |                            | Říšská hrabata od roku 1777. Dědičné členství Hadiků v Horní komoře Uherského sněmu bylo potvrzeno Výnosem VIII z roku 1886. | [ 1 ]        |
| Hadik-Barkóczyové              |            |                              |                            | Syn hraběte Bély Hadika a hraběnky Ilony Barkóczy, Endre, přijal obojí jméno roku 1887. | [ 1 ]        |
| Hallerové                      |            |                              |                            | Říšští baroni od roku 1656, resp. 1699 a 1790, říšská hrabata od roku 1713, 1753. Dědičné členství Hallerů v Horní komoře Uherského sněmu bylo potvrzeno Výnosem VIII z roku 1886. | [ 1 ]        |
| Harrachové                     |            |                              | Odstavec 77 z roku 1563    | Baroni v Rakousku od roku 1550, říšští baroni od roku 1552, říšská hrabata od roku 1627. Výnos VIII z roku 1886 potvrdil potomkům barona Leonarda Harracha a jeho dvěma synům dědičné členství v Horní komoře Uherského sněmu. | [ 1 ]        |
| Herbersteinové                 |            |                              | Odstavec 77 z roku 1609    | Baroni v Rakousku od roku 1531, říšští baroni od roku 1537, rakouská hrabata od roku 1644, říšská hrabata od roku 1710. | [ 1 ]        |
| Horváth-Toldyové               |            | 1883                         |                            | Sedmihradští baroni od roku 1845, rakouská hrabata od roku 1857. Hrabě Samuel Tholdy adoptoval Jana Petricheviche-Horvátha, který přijal jméno Horváth-Toldy. Janův syn, hrabě Ludvík Horváth-Toldy, který přežil své syny, rovněž adoptoval svého příbuzného, Rudolfa Petricheviche-Horvátha, který poté přijal jeho jméno. Dědičné členství Horváth-Toldyů v Horní komoře Uherského sněmu bylo potvrzeno Výnosem VIII z roku 1886. | [ 1 ]        |
| Hoyosové                       |            |                              | Odstavec 41 z roku 1827    | Baroni od roku 1547, říšská hrabata od roku 1674. Výnos VIII z roku 1886 potvrdil potomkům hraběte Jana Arnošta Hoyose (1779–1849) dědičné členství v Horní komoře Uherského sněmu. | [ 1 ]        |
| Hugonnaiové (†)                |            | 1810 (potvrzeno roku 1822)   |                            | Zikmund Horváth, jenž byl odměněn hraběcím titulem roku 1810, si o rok později změnil jméno na Hugonnai. Dědičné členství Hugonnaiů v Horní komoře Uherského sněmu bylo potvrzeno Výnosem VIII z roku 1886. Hrabě Kálmán Hugonnai, poslední mužský člen rodu, zemřel v roce 1946. | [ 1 ]        |
| Hunyadiové (†)                 |            | 1453 (doživotní ispán)       |                            | Janu Hunyadimu byla dána v léno část Bystřické župy Sedmihradské Sasko poté, co se vzdal nároku na úřad místodržitele Uher. Jeho syn Matyáš Korvín byl zvolen uherským králem. | [ 11 ] [ 9 ] |
| Hunyadyové                     |            | 1792                         |                            | Uherští baroni od roku 1753, říšská hrabata od roku 1797. Dědičné členství Hunyadyů v Horní komoře Uherského sněmu bylo potvrzeno Výnosem VIII z roku 1886. | [ 1 ]        |
| Huynové                        |            | 1697                         | Odstavec 49 z roku 1840    | | [ 1 ]        |
| Chamaré-Harbuvalové            |            |                              | Odstavec 73 z roku 1790/91 | Baroni v Rakousku od roku 1727, rakouská hrabata od roku 1751. Výnos VIII z roku 1886 potvrdil potomkům Aloyse, Jana a Hanse Chamaré-Harbuvalových dědičné členství v Horní komoře Uherského sněmu. | [ 1 ]        |
| Chotkové z Chotkova            |            |                              | Odstavec 46 z roku 1764/65 | Česká hrabata od roku 1723, říšská hrabata od roku 1745. Výnos VIII z roku 1886 potvrdil potomkům hrabat Jana Karla a Jana Rudolfa Chotkových dědičné členství v Horní komoře Uherského sněmu. | [ 1 ]        |
| Illesházyové                   |            | 1600, 1631, 1678             |                            | Vymřeli v roce 1838. |              |
| Jankovićové                    |            | 1885                         |                            | Jankovićové (resp. Jankovicsové nebo Jankovichové) požívali dědičného členství v Horní komoře Uherského sněmu. | [ 1 ]        |
| Janković-Bésánové              |            | 1916                         |                            | Josef Janković se oženil s Matildou Talliánovou, starší dcerou Anny Bésánové, přijal v roce 1888 rodové jméno své tchyně. Jejich vnuci získali hraběcí titul. Janković-Bésánové požívali dědičného členství v Horní komoře Uherského sněmu. | [ 1 ]        |

### Kálnokyové - Orssichové
| Jméno                                | Rodový erb | Rok udělení uherského titulu   | Naturalizace v Uhersku                                                        | Poznámky | Reference |
| ------------------------------------ | ---------- | ------------------------------ | ----------------------------------------------------------------------------- | --- | --------- |
| Kálnokyové                           |            | 1697                           |                                                                               | Dědičné členství Kálnokyů v Horní komoře Uherského sněmu bylo potvrzeno Výnosem VIII z roku 1886. | [ 7 ]     |
| Karacsayové (†)                      |            | 1798                           |                                                                               | Uherští baroni od roku 1779. Hrabě Sándor Karacsay, poslední mužský člen rodu, zemřel v roce 1880. | [ 7 ]     |
| Karátsonyiové                        |            | 1874                           |                                                                               | Říšská hrabata od roku 1858. Dědičné členství Karátsonyiů v Horní komoře Uherského sněmu bylo potvrzeno Výnosem VIII z roku 1886. | [ 7 ]     |
| Károlyiové                           |            | 1712                           |                                                                               | Uherští baroni od roku 1609. Dědičné členství Károlyiů v Horní komoře Uherského sněmu bylo potvrzeno Výnosem VIII z roku 1886. | [ 7 ]     |
| Keglevićové                          |            | 1687 (potvrzeno roku 1816)     |                                                                               | Uherští baroni od roku 1646. Dědičné členství Keglevićů v Horní komoře Uherského sněmu bylo potvrzeno Výnosem VIII z roku 1886. | [ 7 ]     |
| Keményové (†)                        |            | 1744, 1804, 1808               |                                                                               | Uherští baroni od roku 1698, resp. 1755. Rod pocházel od Jan Keménye, knížete sedmihradského. Tři rodové linie, které užívaly hraběcí titul vyhasly, ale baronská linie pokračuje. | [ 7 ]     |
| Kendeffyové                          |            | 1762, 1916                     |                                                                               | První linie, které užívaly hraběcí titul vymřel v roce 1834. Druhá linie, která požívala dědičného členství v Horní komoře Uherského sněmu pokračuje. | [ 7 ]     |
| Khevenhüller-Metsch                  |            |                                | Odstavec 73 z roku 1638, odstavec 100 z roku 1649, odstavec 44 z roku 1764/65 | Říšští baroni od roku 1566, rakouská hrabata od roku 1673, říšská hrabata od roku 1725, čeští a říšská knížata (primogenitura) od roku 1763. Výnos VIII z roku 1886 potvrdil potomkům hrabat Josefa, Zikmunda Bedřicha, Hanse Josefa, Františka Antonína a Jana Emanuela Khevenhüller-Metschových dědičné členství v Horní komoře Uherského sněmu. | [ 7 ]     |
| Kinští                               |            |                                | Odstavec 37 z roku 1687, odstavec 124 z roku 1723 a odstavec 68 z roku 1741   | Říšská hrabata od roku 1628 (potvrzeno roku 1676 a 1687), česká knížata (primogenitura) od roku 1746, říšská knížata od roku 1747. Hlava rodu užívala knížecího titulu. Výnos VIII z roku 1886 potvrdil potomkům hraběte Filipa Josefa Kinského dědičné členství v Horní komoře Uherského sněmu.                                                   | [ 7 ]     |
| Kornisové                            |            | 1712                           |                                                                               | Sedmihradští baroni od roku 1609, uherští baroni od roku 1636. | [ 7 ]     |
| Kottulinští z Kotulína               |            |                                | Odstavec 73 z roku 1790/91                                                    | Česká hrabata od roku 1706, pruská hrabata od roku 1748. Výnos VIII z roku 1886 potvrdil potomkům hraběte Josef Kottulinského dědičné členství v Horní komoře Uherského sněmu. | [ 7 ]     |
| Kulmerové                            |            |                                | Odstavec 73 z roku 1790/91                                                    | Říšští baroni od roku 1654, rakouská hrabata od roku 1860. Rod taktéž had a větev s baronským titulem. Výnos VIII z roku 1886 potvrdil dědičné členství barona Jana Kulmera v Horní komoře Uherského sněmu. | [ 7 ]     |
| Kuunové                              |            | 1762                           |                                                                               | Dědičné členství Kuunů v Horní komoře Uherského sněmu bylo potvrzeno Výnosem VIII z roku 1886. | [ 7 ]     |
| Lambergové                           |            |                                | Odstavec 47 z roku 1764/65, odstavec 73 z roku 1790/91.                       | Říšská hrabata od roku 1628 (potvrzeno roku 1676 a 1687), česká knížata (primogenitura) od roku 1746, říšská knížata od roku 1747. Hlava rodu užívala knížecího titulu. Výnos VIII z roku 1886 potvrdil potomkům hraběte Filipa Josefa Kinského dědičné členství v Horní komoře Uherského sněmu.                                                   | [ 7 ]     |
| Lažanští z Bukové                    |            |                                | Odstavec 82 z roku 1681                                                       | Říšští baroni od roku 1630, česká hrabata od roku 1637. Výnos VIII z roku 1886 potvrdil potomkům hraběte Karla Lažanského dědičné členství v Horní komoře Uherského sněmu. | [ 7 ]     |
| Lázárové                             |            | 1702, 1750 (Sedmihradsko)      |                                                                               | Sedmihradští baroni od roku 1729. Rodová větev, která získala hraběcí titul vyhasla roku 1750. Dědičné členství Lázárů v Horní komoře Uherského sněmu bylo potvrzeno Výnosem VIII z roku 1886. | [ 7 ]     |
| Leiningen-Westerburgové              |            |                                | Odstavec 19 z roku 1833, odstavec 47 z roku 1836                              | | [ 7 ]     |
| Lónyayové                            |            | 1871, 1896 a 1910              |                                                                               | Uherští baroni od roku 1627, uherská knížata od roku 1917. Jedna z větví rodu užívala knížecího titulu. Rod měl dvě další linie bez šlechtického titulu. Dědičné členství Lónyayů v Horní komoře Uherského sněmu bylo potvrzeno Výnosem VIII z roku 1886.                                                                                          | [ 7 ]     |
| Mailáthové                           |            | 1785 (ad personam), 1794, 1885 |                                                                               | Rodová linie, která získala hraběcí titul roku 1785 a 1795 vyhasl. Dědičné členství Mailáthů v Horní komoře Uherského sněmu bylo potvrzeno Výnosem VIII z roku 1886. | [ 7 ]     |
| Migazziové                           |            |                                | Odstavec 46 z roku 1764/65                                                    | Hrabata od roku 1698. Výnos VIII z roku 1886 potvrdil potomkům hraběte Kašpara Migazziho dědičné členství v Horní komoře Uherského sněmu. | [ 7 ]     |
| Mikesové                             |            | 1696 (Sedmihradsko)            |                                                                               | Sedmihradští baroni od roku 1693. Dědičné členství Mikesů v Horní komoře Uherského sněmu bylo potvrzeno Výnosem VIII z roku 1886. | [ 7 ]     |
| Mitrovští z Mitrovic a Nemyšle       |            |                                | Odstavec 72 z roku 1790/91                                                    | Čeští baroni od roku 1716, česká hrabata od roku 1769. Výnos VIII z roku 1886 potvrdil potomkům hraběte Karla Mitrovského z Mitrovic dědičné členství v Horní komoře Uherského sněmu. | [ 7 ]     |
| Montecuccoliové                      |            |                                | Odstavec 119 z roku 1655, odstavec 134 z roku 1715                            | Říšská hrabata od roku 1530. Rodová větev usazená v Uhrách vyhasla roku 1655. | [ 7 ]     |
| Nádasdyové                           |            | 1625                           |                                                                               | Baroni od roku 1553, rakouská hrabata od roku 1828. Dědičné členství Nádasdyů v Horní komoře Uherského sněmu bylo potvrzeno Výnosem VIII z roku 1886. | [ 7 ]     |
| Nákóové                              |            | 1813                           |                                                                               | Dědičné členství rodu Nákó v Horní komoře Uherského sněmu bylo potvrzeno Výnosem VIII z roku 1886. | [ 7 ]     |
| Nemesové                             |            | 1755 (Sedmihradsko)            |                                                                               | Dědičné členství Nemesů v Horní komoře Uherského sněmu bylo potvrzeno Výnosem VIII z roku 1886. | [ 7 ]     |
| Nesselrodové                         |            |                                | Odstavec 46 z roku 1729                                                       | Říšská hrabata od roku 1705. Výnos VIII z roku 1886 potvrdil potomkům hraběte Jana z Nesselrode dědičné členství v Horní komoře Uherského sněmu. | [ 7 ]     |
| Niczští                              |            | 1765                           |                                                                               | Dědičné členství Niczkých v Horní komoře Uherského sněmu bylo potvrzeno Výnosem VIII z roku 1886. | [ 7 ]     |
| Normann-Ehrenfelsové                 |            | 1896                           |                                                                               | Hrabata ve Würtemberském království od roku 1806. Když byli roku 1896 Gustav a Rudolf Norman-Ehrenfelsové odměněni hraběcím titulem, získali rovněž dědičné členství v Horní komoře Uherského sněmu. | [ 7 ]     |
| Nugent                               |            |                                | Odstavec 41 z roku 1827                                                       | Výnos VIII z roku 1886 potvrdil potomkům hraběte Lavala Nugenta dědičné členství v Horní komoře Uherského sněmu. | [ 7 ]     |
| Nyáryové (též Bedegové a Berencsové) |            | 1632, 1655 a 1723              |                                                                               | Baroni od roku 1535, 1573. Dědičné členství Nyáryů v Horní komoře Uherského sněmu bylo potvrzeno Výnosem VIII z roku 1886. | [ 7 ]     |
| Nyáry-Normannové                     |            | 1922 (adopcí)                  |                                                                               | Hrabě Gustav Normann-Ehrenfels v roce 1922 adoptoval své nevlastní syny Ference a Sándora Nyáryovy (vyženěné s manželkou z prvního manželství). | [ 7 ]     |
| Orssichové                           |            | 1682                           |                                                                               | Baroni od roku 1675. Dědičné členství Orssichů v Horní komoře Uherského sněmu bylo potvrzeno Výnosem VIII z roku 1886. | [ 7 ]     |

### Szapáryové - Zichyové
| Jméno                            | Rodový erb | Rok udělení uherského titulu   | Naturalizace v Uhersku      | Poznámky | Reference    |
| -------------------------------- | ---------- | ------------------------------ | --------------------------- | --- | ------------ |
| Szapáryové                       |            | 1722                           |                             | Baroni od roku 1690. Dědičné členství Szapáryů v Horní komoře Uherského sněmu bylo potvrzeno Výnosem VIII z roku 1886. | [ 8 ]        |
| Széchenyiové                     |            | 1697                           |                             | Dědičné členství Széchenyiů v Horní komoře Uherského sněmu bylo potvrzeno Výnosem VIII z roku 1886. | [ 8 ]        |
| Szécsényiové                     |            | 1798                           |                             | Dědičné členství Szécsenyiů v Horní komoře Uherského sněmu bylo potvrzeno Výnosem VIII z roku 1886. | [ 8 ]        |
| Széchyové                        |            | 1645                           |                             | Rod pocházel od starobylého rodu Balogů. Říšští baroni od roku 1516. | [ 9 ] [ 11 ] |
| Szirmayové                       |            | 1707                           |                             | Baroni od roku 1695. Rod pocházel od Tomáše Dessewffyho z Cserneku a Tarnakő, jehož roku 1690 adoptoval Štěpán Szirmay ze Szirmabessenyő. Dědičné členství Szirmayů v Horní komoře Uherského sněmu bylo potvrzeno Výnosem VIII z roku 1886. | [ 8 ]        |
| Szilágyiové                      |            | 1458 (doživotní ispán)         |                             | Významní členové rodu: Michal Szilágyi, regent Uher a Mačevského banátu, Alžběta Szilágyiová, královna matka uherská, matka krále Matyáše Korvína                                                                                           | [ 12 ]       |
| Szőgyény-Marichové               |            | 1910                           |                             | Udělení hraběcího titulu Szőgyény-Marichům včetně dědičného členství v Horní komoře Uherského sněmu. | [ 8 ]        |
| Sztárayové                       |            | 1747                           |                             | Baroni od roku 1725. Dědičné členství Sztárayů v Horní komoře Uherského sněmu bylo potvrzeno Výnosem VIII z roku 1886. | [ 8 ]        |
| Szunyoghové (†)                  |            | 1669                           |                             | Baroni od roku 1588 a 1604. | [ 9 ]        |
| Takács-Tolvayové                 |            | 1905                           |                             | Josefovi a Štěpánovi Takácsovým z Kisjóky bylo uděleno právo přijmout jméno a hraběcí titul rodu Tolvayů. | [ 8 ]        |
| Taxisové                         |            |                                | Odstavec 42 z roku 1827.    | Baroni v Rakousku od roku 1714, rakouská hrabata od roku 1839. | [ 8 ]        |
| Telekiové                        |            | 1685                           |                             | Říšská hrabata od roku 1697 (potvrzeno roku 1767). Dědičné členství Telekiů v Horní komoře Uherského sněmu bylo potvrzeno Výnosem VIII z roku 1886.                                                                                         | [ 9 ] [ 8 ]  |
| Tholdalagiové                    |            | 1744                           |                             | Dědičné členství Tholdalagiů v Horní komoře Uherského sněmu bylo potvrzeno Výnosem VIII z roku 1886. | [ 8 ]        |
| Thökölyové (†)                   |            | 1654                           |                             | Baroni od roku 1593. | [ 9 ]        |
| Thoroczkayové                    |            | 1757                           |                             | Baroni od roku 1733. Další větev rodu užívala baronský titul. Dědičné členství Tholdalagiů v Horní komoře Uherského sněmu bylo potvrzeno Výnosem VIII z roku 1886.                                                                          | [ 8 ]        |
| Turzové (Thurzó) (†)             |            | 1606                           |                             | Říšští baroni od roku 1550. | [ 9 ]        |
| Tiszové                          |            | 1883 (rozšířeno roku 1897)     |                             | Dědičné členství Tiszů v Horní komoře Uherského sněmu bylo potvrzeno Výnosem VIII z roku 1886 a 1897. | [ 8 ]        |
| Tolvayové                        |            | 1754                           |                             | Baroni od roku 1709. | [ 8 ]        |
| Törökové                         |            | 1774                           |                             | Dědičné členství Töröků v Horní komoře Uherského sněmu bylo potvrzeno Výnosem VIII z roku 1886. | [ 8 ]        |
| Üchtritz–Amadé                   |            | 1903                           |                             | Baron Emil Üchtritz přijal rodové jméno své matky, hraběnky Dominiky Amadéové. | [ 8 ]        |
| Vayové                           |            | 1830                           |                             | Baroni od roku 1783, resp. 1799. Dvě rodové linie nosily baronský titul. Dědičné členství Vayů v Horní komoře Uherského sněmu bylo potvrzeno Výnosem VIII z roku 1886.                                                                      | [ 8 ]        |
| Vécseyové (†)                    |            | 1813                           |                             | Baroni od roku 1692. Rodová větev, která užívala hraběcí titul, vyhasla v roce 1879, avšak baronská linie pokračovala. | [ 8 ]        |
| Vigyázóové (†)                   |            | 1895                           |                             | Vigyázóové získali dědičné členství v Horní komoře Uherského sněmu. | [ 8 ]        |
| Voikffyové                       |            | 1763                           |                             | Baroni od roku 1730. Dědičné členství Voikffyů v Horní komoře Uherského sněmu bylo potvrzeno Výnosem VIII z roku 1886. | [ 8 ]        |
| Valdštejnové                     |            |                                | Odstavec 93 z roku 1635.    | Rakouská hrabata od roku 1619, říšská hrabata od roku 1628. Výnos VIII z roku 1886 potvrdil potomkům hraběte Adama z Valdštejna dědičné členství v Horní komoře Uherského sněmu.                                                            | [ 8 ]        |
| Wallisové                        |            |                                | Odstavec 28 z roku 1687.    | Říšská hrabata od roku 1724, česká hrabata od roku 1736. | [ 8 ]        |
| Walterskirchenové                |            |                                | Odstavec 34 z roku 1802.    | Baroni v Rakousku od roku 1643, rakouská hrabata od roku 1907. | [ 8 ]        |
| Wartenslebenové                  |            |                                | Odstavec 73 z roku 1790/91. | Říšští baroni od roku 1703, od roku 1703 hrabata v Prusku, říšská hrabata od roku 1706. Výnos VIII z roku 1886 potvrdil potomkům hraběte Viléma z Wartenslebenu dědičné členství v Horní komoře Uherského sněmu.                            | [ 8 ]        |
| Wenckheimové                     |            |                                | Odstavec 73 z roku 1790/91. | Baroni v Rakousku od roku 1776, rakouská hrabata od roku 1802. Dědičné členství Wenckheimů v Horní komoře Uherského sněmu bylo potvrzeno Výnosem VIII z roku 1886.                                                                          | [ 8 ]        |
| Wesselényiové (†)                |            | 1646                           |                             | Baroni od roku 1582 (potvrzeno roku 1725). Rodová linie, která užívala baronský titul existuje dosud. | [ 9 ] [ 8 ]  |
| Wilcz(e)kové                     |            | 1709                           | Odstavec 134 z roku 1715.   | Baroni od roku 1506, říšská hrabata od roku 1713, česká hrabata od roku 1729. Výnos VIII z roku 1886 potvrdil potomkům hraběte Jindřicha Wilczka dědičné členství v Horní komoře Uherského sněmu.                                           | [ 8 ]        |
| Wimpffenové                      |            | 1902                           | Odstavec 42 z roku 1827.    | Říšská hrabata od roku 1797, baroni ve Würtembersku od roku 1834, rakouští baroni od roku 1876. Wimpffenové získali dědičné členství v Horní komoře Uherského sněmu roku 1902.                                                              | [ 8 ]        |
| Voračičtí z Paběnic (Woraczicky) |            | 1914                           |                             | Česká hrabata od roku 1783. Woraczicztí obdrželi dědičné členství v Horní komoře Uherského sněmu roku 1914. | [ 8 ]        |
| Wurmbrand-Stuppachové            |            | 1682                           | Odstavec 82 z roku 1681.    | Říšští baroni od roku 1607, říšská hrabata od roku 1701. | [ 8 ]        |
| Zápolští (Zápolyai) (†)          |            | Od roku 1465 (doživotní ispán) |                             | Jan Zápolský byl roku 1526 zvolen uherským králem. | [ 9 ]        |
| Zayové                           |            | 1830                           |                             | Baroni od roku 1560. Dědičné členství Zayů v Horní komoře Uherského sněmu bylo potvrzeno Výnosem VIII z roku 1886. | [ 8 ]        |
| Zedtwitzové                      |            | 1891                           |                             | Říšská a bavorská hrabata od roku 1790, rakouská hrabata od roku 1846. | [ 8 ]        |
| Zelenští (†)                     |            | 1899                           |                             | Hrabata v Haliči od roku 1801. Roku 1899 Zelenští získali dědičné členství v Horní komoře Uher. Poslední člen rodu, hrabě Róbert Zelenski, zemřel v roce 1939.                                                                              | [ 8 ]        |
| Zichyové                         |            | 1679                           |                             | Baroni od roku 1655. Dědičné členství Zichyů v Horní komoře Uherského sněmu bylo potvrzeno Výnosem VIII z roku 1886. | [ 9 ] [ 8 ]  |

## Baroni
| Jméno     | Rodový erb | Rok udělení uherského titulu | Naturalizace v Uhersku | Poznámky | Reference |
| --------- | ---------- | ---------------------------- | ---------------------- | -------- | --------- |
| Alaghyové |            | 1607                         |                        |          | [ 13 ]    |
| Oláhové   |            | 1558                         |                        |          | [ 13 ]    |